# 大分県出身の人物一覧
大分県出身の人物一覧（おおいたけんしゅっしんのじんぶついちらん）は、Wikipedia日本語版に記事が存在する大分県出身の人物の一覧である。

## 公人

### 政治家

#### 現職衆議院議員
- 岩屋毅（大分県第3区、第19代防衛大臣、自由民主党〈麻生派〉）
- 衛藤征士郎（大分県第2区、第64代衆議院副議長、第57代防衛庁長官、自由民主党〈安倍派〉）
- 神田憲次（愛知県第5区→比例東海ブロック、自由民主党〈安倍派〉）
- 吉良州司（比例九州ブロック→大分県第1区、無所属）
- 横光克彦（比例九州ブロック、立憲民主党）
- 吉川元（比例九州ブロック、立憲民主党）

参議院議員
- 古庄玄知（大分県選挙区、自由民主党）
- 礒崎陽輔（大分県選挙区、自由民主党〈安倍派〉）
- 衛藤晟一（比例区、前国務大臣、自由民主党〈二階派〉）
- 吉田忠智（比例区、社会民主党第4代党首、立憲民主党）

県知事
- 佐藤樹一郎（大分県知事）

市町村長
- 足立信也（大分市長）
- 長野恭紘（別府市長）
- 原田啓介（日田市長）
- 田中利明（佐伯市長）
- 中野五郎（臼杵市長）
- 川野幸男（津久見市長）
- 首藤勝次（竹田市長）
- 佐々木敏夫（豊後高田市長）
- 永松悟（杵築市長）
- 川野文敏（豊後大野市長）
- 相馬尊重（由布市長）
- 三河明史（国東市長）
- 本田博文（日出町長）
- 日野康志（九重町長）
- 藤本昭夫（姫島村長）
- 高島宗一郎（福岡市長、元・九州朝日放送アナウンサー）

#### 元職・前職
総理大臣経験者
- 村山富市（第81代内閣総理大臣）

閣僚経験者
- 一松定吉（第50代逓信大臣、第16代厚生大臣、初代建設大臣）
- 後藤正夫（第50代法務大臣）
- 佐藤文生（第46代郵政大臣）
- 重光葵（第82-84代外務大臣、副総理）
- 田原隆（第54代法務大臣）
- 永野茂門（第57代法務大臣、陸上幕僚長）
- 西村英一（第38代厚生大臣、第27-28代・第32代建設大臣、初代国土庁長官）
- 畑英次郎（第19代農林水産大臣、第58代通商産業大臣、元日田市長）
- 広瀬正雄（第30代郵政大臣）
- 村上勇（第8代・第35代郵政大臣、第18代建設大臣、第5代日本遺族会会長）
- 山本達雄（第5代日本銀行総裁、第14代大蔵大臣、第25代・第29代農商務大臣、第52代内務大臣）
- 吉田茂（第5代厚生大臣、第3代軍需大臣、官選第33代福岡県知事） - 内閣総理大臣を務めた吉田茂とは別人

国会議員
- 穴見陽一（元衆議院議員）
- 綾部健太郎（第53代衆議院議長）
- 井脇ノブ子（元衆議院議員）
- 木下敬之助（元衆議院議員、元大分市長）
- 釘宮磐（元衆議院議員、元参議院議員、前大分市長）
- 元田肇（第25代衆議院議長）

県知事
- 木下郁（公選第3-6代大分県知事）
- 平松守彦（公選第9-14代大分県知事）
- 安藤狂四郎（元茨城県、三重県、京都府知事）
- 島惟精（初代岩手県令、第9代茨城県令）
- 広瀬勝貞 （公選第15-19代大分県知事）

市町村長
- 安東玉彦（元大分市長）
- 上田保（元大分市長）
- 佐藤益美（元大分市長）
- 荒金啓治（元別府市長）
- 浜田博（元別府市長）
- 西嶋泰義（前佐伯市長）
- 本田維憲（元日出町長）
- 坂本休（元中津江村長）
- 藤本熊雄（元姫島村長）

### 官僚・日本銀行総裁
- 一万田尚登（第18代日本銀行総裁）
- 井上準之助（第9・11代日本銀行総裁）
- 川合豊彦（農林水産省大臣官房技術総括審議官兼農林水産技術会議事務局長〈2022年[1] - 〉）：竹田市[2]
- 漆間巌（第20代警察庁長官、内閣官房副長官〈麻生内閣〉）
- 後藤文夫（内務省警保局長、台湾総督府総務局長）
- 奈良靖彦（駐カナダ特命全権大使）
- 三重野康（第26代日本銀行総裁）

### 軍人・自衛官
- 綾部橘樹（陸軍中将）
- 岩下保太郎（海軍少将）：大分市
- 梅津美治郎（陸軍大将、参謀総長）：中津市
- 金谷範三（陸軍大将、参謀総長）：豊後高田市
- 河合操（陸軍大将、参謀総長、枢密顧問官）：杵築市
- 木梨鷹一（海軍少将） : 臼杵市
- 吉良俊一（海軍中将）：大分市
- 友永丈市（海軍中佐、ミッドウェー海戦第一次攻撃隊隊長）：別府市
- 豊田隈雄（海軍大佐）：杵築市
- 豊田副武（海軍大将、軍令部総長）：杵築市
- 中島今朝吾（陸軍中将）：宇佐市
- 原口兼済（陸軍中将）: 日田市
- 広瀬勝比古（海軍少将）：竹田市
- 広瀬武夫（海軍中佐、軍神）：竹田市
- 藤田信雄（海軍特務中尉）：豊後高田市
- 古庄幸一（海上幕僚長）：豊後大野市（旧緒方町）
- 堀悌吉（海軍中将、軍務局長）：杵築市
- 溝部洋六（海軍大佐）：大分市
- 南次郎（陸軍大将、陸軍大臣）：豊後高田市

### 実業家
- 青野浩志（大分フットボールクラブ元代表取締役）
- 朝吹英二（王子製紙会長）
- 石川武美（主婦の友社創業者）
- 磯邊律男（博報堂社長、会長、国税庁長官）
- 磯村豊太郎（北海道炭礦汽船社長）
- 宇野郁夫（日本生命保険会長）
- 榎徹（大分フットボールクラブ代表取締役）
- 奥和登（第9代農林中央金庫理事長）
- 河野貴輝（ティーケーピー代表取締役社長。大分トリニータ取締役）
- 佐藤廣士（神戸製鋼所社長）
- 荘田平五郎（長崎造船所所長、三菱造船所支配人、三菱合資会社支配人）
- 田代和（近畿日本鉄道元社長・会長）
- 土田晃透（明治生命保険元社長）
- 中島拓（ジェイリース創業者・CEO）
- 中上川彦次郎（山陽鉄道社長、時事新報社社長兼主筆、三井合名会社常務理事）
- 野村吉三郎 （全日本空輸元社長）
- 広瀬道貞（テレビ朝日代表取締役会長）
- 広田宗（小田急電鉄元社長・会長）
- 前田晃伸（みずほフィナンシャルグループ社長）
- 御手洗毅（キヤノン初代表取締役社長）
- 御手洗冨士夫（キヤノン代表取締役会長、前経団連会長、毅の甥）
- 村上憲郎（Google元副社長兼Google Japan元社長）
- 和田豊治（富士瓦斯紡績社長）

## 文化人

### 学者
- 青木保（機械工学者）
- 麻田剛立（天文学者）
- 植木理恵（心理学者・臨床心理士）
- 大江志乃夫（歴史学者）
- 大蔵永常（農学者）
- 栗木安延（経済学者）
- 須賀晃一（経済学者）
- 直良信夫（考古学者）：臼杵市
- 平井正則（天文学者）
- 廣池千九郎（麗澤大学創立者）
- 広瀬淡窓（儒学者）
- 福澤諭吉：慶應義塾創立者。著書「学問のすゝめ」「西洋事情」「福翁自伝」（思想家）
- 帆足万里（儒学者）
- 前野良沢（蘭学者）
- 三浦梅園（自然哲学者）
- 水島銕也（神戸高等商業学校（現・神戸大学）創立者）
- 毛利空桑（儒学者）
- 脇蘭室（儒学者）

### 宗教家
- 衛藤衛（宣教師）

### 歌人・俳人
- 川野里子：竹田市
- 徳田白楊：豊後大野市（旧緒方町）
- 丸山薫：大分市

### 作家
- 飯尾憲士：竹田市
- 大矢博子
- 乙野四方字：豊後大野市
- 小野不由美
- 小野正嗣（第152回芥川賞受賞）
- 小石房子
- 佐藤亮子（4兄妹全員を東大理IIIに合格させた母）
- 冨澤有爲男（第4回芥川賞受賞）：大分市
- 野上弥生子
- 松下竜一：中津市
- 三雲岳斗
- 矢玉四郎
- 葉子・ハュス・綿貫

### 作詞家・作曲家
- 麻生圭子：日田市
- 小畑貴裕：大分市
- 木野普見雄：杵築市
- 清瀬保二：宇佐市
- 佐藤義美：竹田市
- 高槻真裕：佐伯市
- 滝本利一郎：別府市
- 花岡優平：別府市
- 油布賢一：大分市
- 吉丸一昌：臼杵市

### 写真家
- 武内俊明：日田市

### 映画ドラマ脚本・監督
- 安東郁 （脚本家）：別府市
- 井沢満 （脚本家）：大分市
- 大賀俊二 （アニメ演出家）：中津市
- 貞永方久 （演出家・脚本家）：満州・大分市
- 清水喜美子 （脚本家）：中津市
- 瀬々敬久 （監督・脚本家）：豊後高田市
- 平川雄一朗 （監督）：大分市
- 古庄淳 （監督・脚本家）：豊後大野市緒方町
- 堀貴秀 （アニメ監督）：豊後大野市
- 山本政志 （監督・脚本家）：大分市

### 漫画原作者
- 三条陸[注釈 1]

### 漫画家
- アキヨシカズタカ：大分市
- あずみきし：別府市
- 麻生豊：宇佐市
- 阿南まゆき
- 諫山創：日田市
- 石山東吉
- 今賀俊
- 宇野比呂士
- 衛藤ヒロユキ
- 小野ハルカ
- 小野不由美：中津市
- 方倉陽二：豊後高田市
- 久世みずき
- 小手川ゆあ
- こやま基夫：大分市
- 左近士諒
- 惣領冬実：別府市
- ニャロメロン
- 姫野よしかず
- 松本夏実
- 真東砂波
- 盛田賢司：佐伯市
- 夜宵草
- 安永航一郎
- 若杉公徳：豊後大野市（旧犬飼町）

### 彫刻
- 朝倉文夫
- 日名子実三
- 渡辺長男

### 工芸
- 生野祥雲斎（竹工芸、人間国宝）

### 絵画・版画
- 赤木範陸
- 宇治山哲平
- 髙山辰雄
- 田能村竹田
- 福田平八郎
- 武藤完一
- 山田和宏
- 諫山元貴

### 建築
- 磯崎新
- 吉武東里
- 吉武泰水

### イラストレーター
- 有葉
- 末弥純

### ジャーナリスト
- 竹田津敏信（モーターサイクルジャーナリスト）
- 筑紫哲也（『NEWS23』メインキャスター、朝日新聞記者）：日田市
- 吉田敏浩（アジアプレス・インターナショナル）：臼杵市

### アナウンサー

#### NHK
- 工藤三郎（NHK放送センター）
- 豊島実季（NHK広島放送局）
- 廣瀬智美（NHK放送センター）
- 宮本真智（NHK鹿児島放送局）

#### 大分放送
- 飯倉寛子：大分市
- 井口尚子：大分市
- 小田崇之：大分市
- 河野真歩：大分市
- 賎川寛人：大分市
- 三重野勝己
- 村津孝仁：別府市
- 吉田諭司：中津市

元大分放送アナウンサー
- 石川正史（元・山口放送）：大分市
- 伊東真理：豊後大野市（旧緒方町）
- 植木伴子：大分市
- 小野亜希子：大分市
- 小野裕子：大分市
- 海原みどり：大分市
- 工藤洋史
- 工藤由美：竹田市
- 後藤なぎさ：大分市
- 佐藤康太：別府市
- 久長美奈子（元・長崎文化放送）：大分市
- 平川侑季（現：藤川侑季）：日田市
- 松井督治：臼杵市
- 安元佳奈：日田市

#### テレビ大分
- 小笠原正典
- 岡村誠之：佐伯市（旧蒲江町）
- 野島亜樹：別府市

元テレビ大分アナウンサー
- 工藤健太：大分市
- 金井陽子：大分市
- 菅未来：大分市
- 杉村幸子：大分市
- 佐藤正和：大分市
- 野間洋子：豊後高田市

#### 大分朝日放送
- 高嶋和代：大分市
- 椎木麻衣：中津市
- 中嶋美和子（元大分朝日放送アナウンサー、現オフィス北野所属）：大分市

#### 大分以外の民放局
- 荒木恒竹（元・テレビ熊本）：大分市（旧佐賀関町）
- 植田美千代（南日本放送）：大分市
- 江藤愛（TBS）：日田市
- 奥田智子（九州朝日放送）
- 小野浩慈（フジテレビ）：大分市
- 加藤恭子（九州朝日放送）：大分市
- 清原正博（TBS）：国東市（旧安岐町）
- 河野行恵（テレビ新広島、元山形テレビ）：豊後高田市
- 佐藤巧（RKB毎日放送）：別府市
- 佐藤裕二（名古屋テレビ放送）：大分市
- 志生野温夫（元・日本テレビ）：竹田市
- 生野文治（元・RKB毎日放送）
- 竹内友佳（フジテレビ）
- 友成由紀（長崎放送）：臼杵市
- 橋本登代子（元・札幌テレビ放送、「ボイスオブサッポロ」代表）：国東市
- 松尾武（東北放送）：別府市
- 宮崎いつか（NBCラジオパーソナリティ）
- 水谷寛（エフエム山口）*在職中の2023年２月番組収録中に急逝*物故者

#### フリー
- 阿部華也子（セント・フォース所属、元SPATIO）
- 斎藤英津子（三桂所属）：大分市
- 城向あかり（シー・フォルダ所属）
- 杉崎美香（セント・フォース所属）：大分市
- 矢野みなみ（元・岡山放送）

## スポーツ選手

### 球技

#### 野球
プロ野球
※太字は現役選手・指導者。
- 荒巻淳（元・毎日オリオンズ・毎日大映オリオンズ）：大分市
- 安藤優也（元・阪神タイガース、現・同球団投手コーチ）：大分市
- 池永浩之（元・西鉄ライオンズ）：大分市
- 伊藤博文（元・近鉄バファローズ）：大分市
- 岩崎久則（元・オリックス・ブルーウェーブ、ヤクルトスワローズ）：大分市
- 内川聖一（元・横浜ベイスターズ、福岡ソフトバンクホークス、東京ヤクルトスワローズ、大分B-リングス）：大分市
- 江川侑斗（東北楽天ゴールデンイーグルス）：大分市
- 太田文高（元・中日ドラゴンズ、国鉄スワローズ）：大分市
- 岡崎郁（元読売ジャイアンツ、現・ジャイアンツアカデミー校長）：大分市
- 小野淳平（元・広島東洋カープ、読売ジャイアンツ、現・読売ジャイアンツ打撃投手）：大分市
- 小幡竜平（阪神タイガース）：大分市
- 甲斐拓也（読売ジャイアンツ）：大分市
- 笠谷俊介（横浜DeNAベイスターズ）：大分市
- 葛城育郎（元・オリックス・ブルーウェーブ、阪神タイガース）：大分市
- 葛城隆雄（元・大毎オリオンズ、中日ドラゴンズ、阪神タイガース）：大分市
- 梶原昂希（横浜DeNAベイスターズ）：大分市
- 狩生聖真（埼玉西武ライオンズ）：佐伯市
- 川上理偉（中日ドラゴンズ）：大分市
- 川口容資（元・福岡ソフトバンクホークス、読売ジャイアンツ、新日鐵大分ベースボールクラブ、現大分プロ育成野球専門学院BEZEL投手コーチ）：大分市
- 川瀬堅斗（オリックス・バファローズ）：大分市
- 川瀬晃（福岡ソフトバンクホークス）：大分市
- 河原明（元・西鉄ライオンズ、大洋ホエールズ、大分ソーリンズ野球倶楽部コーチ）：大分市（旧佐賀関町）
- 源田壮亮（埼玉西武ライオンズ）：大分市
- 児玉利一（元・中日ドラゴンズ、大洋ホエールズ、元・同球団コーチ）：大分市
- 竹下慎太郎（元・横浜ベイスターズ）：大分市
- 田中太一（元・読売ジャイアンツ、セガサミー硬式野球部、現・能代松陵クラブ）：大分市
- 千原雅生（元・松竹ロビンス、国鉄スワローズ）：
- 常廣羽也斗（広島東洋カープ）：大分市
- 鉄平（元・東北楽天ゴールデンイーグルス等、現・同球団シニア監督）：大分市
- 中村宜聖（元・福岡ソフトバンクホークス）：大分市
- 祓川正敏（元・南海ホークス）：
- 姫野好治（元・大映スターズ）：
- 藤沢哲也（元・中日ドラゴンズ、南海ホークス、大分ソーリンズ野球倶楽部コーチ）：大分市
- 松冨倫（元・読売ジャイアンツ、福岡ソフトバンクホークス）：大分市
- 宮本尊義（元・阪神タイガース）：大分市
- 森下暢仁（広島東洋カープ）：大分市
- 脇谷亮太（元・読売ジャイアンツ、埼玉西武ライオンズ、現・読売ジャイアンツ二軍内野守備兼走塁コーチ）：大分市
- 荒金久雄（元・福岡ソフトバンクホークス、オリックス・バファローズ、現・福岡ソフトバンクホークス野手統括兼守備走塁コーディネーター）：別府市
- 池辺忠則（元・西鉄ライオンズ）：
- 井上晃二（元・日本ハムファイターズ）：別府市
- 稲尾和久（元・西鉄ライオンズ、元・中日ドラゴンズ投手コーチ、西鉄ライオンズ・ロッテオリオンズ一軍監督）：別府市
- 今宮健太（福岡ソフトバンクホークス）：別府市
- 岩尾孝幸（元・読売ジャイアンツ）：
- 大塚明（元・千葉ロッテマリーンズ、現・同球団一軍外野守備兼走塁コーチ）：別府市
- 大山暁史（元・オリックス・バファローズ、同球団打撃投手）：別府市
- 小川清一（元・阪神タイガース、ロッテオリオンズ、読売ジャイアンツ）：別府市
- 河村英文（元・西鉄ライオンズ、広島カープ、元・西鉄ライオンズ、南海ホークス、オリックス・ブルーウェーブコーチ）：
- 貞山健源（元・太平洋クラブライオンズ）：
- 浜口政信（元・サンケイアトムズ）：
- 廣澤伸哉（元・オリックス・バファローズ）：別府市
- 松下芳夫（元・近鉄バファローズ）：
- 三浦清弘（元・南海ホークス、太平洋クラブライオンズ、元・クラウンライターライオンズコーチ）：別府市
- 山野恭介（元・広島東洋カープ）：別府市
- 秋元肇（元・中日ドラゴンズ）：
- 大島康徳（元・中日ドラゴンズ、日本ハムファイターズ、元・日本ハムファイターズ一軍監督）：中津市
- 奥村政稔（元・福岡ソフトバンクホークス、現・同球団四軍投手コーチ）：中津市
- 小野剛（元・読売ジャイアンツ、西武ライオンズ等）：中津市
- 小野泰敏（元・西鉄ライオンズ）：
- 筧文夫（元・日本ハムファイターズ）：中津市
- 春日一平（元・西鉄ライオンズ）：中津市
- 春日昭之介（元・西武ライオンズ、ロッテオリオンズ）：中津市
- 田中瑛斗（読売ジャイアンツ）：中津市
- 長松純明（元・ロッテオリオンズ、元同球団コーチ）：中津市
- 山口俊（元・サンフランシスコ・ジャイアンツ傘下、トロント・ブルージェイズ、読売ジャイアンツ、横浜DeNAベイスターズ）：中津市
- 岩井隆之（元・大洋ホエールズ、日本ハムファイターズ、元・横浜ベイスターズ、北海道日本ハムファイターズコーチ）：宇佐市
- 藤澤拓斗（元・中日ドラゴンズ、JR西日本硬式野球部、現・朝日大学コーチ）：宇佐市
- 大慈彌功（元・西武ライオンズ、現・ヒューストン・アストロズ環太平洋担当部長）：宇佐市
- 山口喜司（元・広島東洋カープ）：宇佐市
- 山下和彦（元・近鉄バファローズ、日本ハムファイターズ、現・大分B-リングス監督）：宇佐市
- 阿南準郎（元・広島東洋カープ、近鉄バファローズ、元・同球団コーチ、広島東洋カープ一軍監督）：佐伯市
- 安藤信二（元・西武ライオンズ、現・成立学園高校硬式野球部監督）：佐伯市
- 大石弥太郎（元・阪急ブレーブス、広島東洋カープ、中日ドラゴンズ、南海ホークス）：佐伯市
- 大橋衛（元・大阪タイガース）：佐伯市
- 川崎憲次郎（元・ヤクルトスワローズ、中日ドラゴンズ、元・千葉ロッテマリーンズコーチ）：佐伯市
- 佐野皓大（オリックス・バファローズ）：佐伯市
- 塩月勝義（元・読売ジャイアンツ）：佐伯市（旧米水津村）
- 繁里栄（元・名古屋軍）：
- 西嶋賢司（元・千葉ロッテマリーンズ）：佐伯市
- 高橋直樹（元・日本ハムファイターズ、広島東洋カープ、西武ライオンズ、読売ジャイアンツ、元・横浜ベイスターズ等コーチ）：佐伯市
- 野村謙二郎（元・広島東洋カープ、元同球団一軍監督）：佐伯市
- 日高亮（元・東京ヤクルトスワローズ、福岡ソフトバンクホークス）：佐伯市
- 広瀬宰（元・ロッテオリオンズ、中日ドラゴンズ、西武ライオンズ、元・西武ライオンズコーチ）：佐伯市
- 古川雄大（埼玉西武ライオンズ）：佐伯市
- 八木孝（元・広島東洋カープ）：佐伯市
- 池田重喜（元・大洋ホエールズ、ロッテオリオンズ、元・千葉ロッテマリーンズコーチ）：臼杵市
- 川野雄一（元・西武ライオンズ）：
- 吉良俊則（元・オリックス・バファローズ）：臼杵市
- 佐藤裕幸（元・広島東洋カープ、読売ジャイアンツ、大阪近鉄バファローズ）：臼杵市
- 鳥越裕介（元・福岡ダイエーホークス、中日ドラゴンズ、福岡ソフトバンクホークスコーチ、千葉ロッテマリーンズ二軍監督）：臼杵市
- 浜名敏幸（元・南海ホークス）：臼杵市
- 廣瀬純（元・広島東洋カープ、現・同球団外野守備走塁コーチ）：臼杵市
- 広瀬真二（元・福岡ダイエーホークス）：
- 岩尾利弘（元・埼玉西武ライオンズ、現・同球団打撃投手）：津久見市
- 岩崎忠義（元・ロッテオリオンズ、日本ハムファイターズ）：津久見市
- 大田卓司（元・西武ライオンズ、元・福岡ダイエーホークス、東京ヤクルトスワローズコーチ）：津久見市
- 吉良修一（元・阪神タイガース）：
- 小嶋仁八郎（元・西日本パイレーツ、元・別府緑丘高校、津久見高校監督）：津久見市
- 近藤隆正（元・読売ジャイアンツ）：津久見市
- 橘健治（元・近鉄バファローズ）：
- 田中喜八郎（元・西鉄ライオンズ）：
- 谷崎浩二（元・近鉄バファローズ）：
- 中川信秀（元・太平洋クラブライオンズ）：津久見市
- 中村国昭（元・ヤクルトスワローズ、日本ハムファイターズ、大分ソーリンズ野球倶楽部監督）：津久見市
- 浜浦徹（元・ロッテオリオンズ、西武ライオンズ）：津久見市
- 日野善朗（元・横浜大洋ホエールズ）：
- 安東功（元・広島カープ）：
- 門岡信行（元・中日ドラゴンズ）：
- 金田政彦（元・オリックス・ブルーウェーブ、東北楽天ゴールデンイーグルス）：豊後高田市
- 水江正臣（元・ヤクルトスワローズ）：豊後高田市
- 田﨑昌弘（元・横浜ベイスターズ、西武ライオンズ）：豊後高田市（旧真玉町）
- 成重春生（元・ロッテオリオンズ、西武ライオンズ、読売ジャイアンツ）：豊後高田市（旧真玉町）
- 永野将司（元・千葉ロッテマリーンズ、現・全府中野球倶楽部）：杵築市（旧山香町）
- 平石洋介（元・東北楽天ゴールデンイーグルス、同球団一軍監督、福岡ソフトバンクホークス打撃コーチ、現・埼玉西武ライオンズ一軍ヘッド兼打撃戦略コーチ）：杵築市
- 萱島大介（元・阪神タイガース）：国東市（旧国東町）
- 清原雄一（元・オリックス・ブルーウェーブ、阪神タイガース）：国東市（旧国東町）
- 弓長起浩（元・阪神タイガース）：国東市
- 吉武真太郎（元・福岡ソフトバンクホークス、読売ジャイアンツ、現・読売ジャイアンツスカウト）：国東市
- 吉田豊彦（元・福岡ダイエーホークス等、高知ファイティングドッグス監督）：国東市
- 小石博孝（元埼玉西武ライオンズ、現・読売ジャイアンツ打撃投手）：日出町
- 柳川大晟（北海道日本ハムファイターズ）：日出町
- 伊藤勝利（元・西鉄ライオンズ）：
- 梅野慶志（元・毎日オリオンズ）：
- 財津守（元・中日ドラゴンズ）：日田高校
- 島津佳一（元・日本ハムファイターズ、クラウンライターライオンズ）：日田市
- 武内涼太（千葉ロッテマリーンズ）：日田市
- 畑隆幸（元・西鉄ライオンズ、中日ドラゴンズ）：日田市
- 阿南徹（元・オリックス・バファローズ、読売ジャイアンツ、現・読売ジャイアンツ球団職員）：豊後大野市（旧緒方町）
- 太田龍生（元・広島東洋カープ）：竹田市（旧荻町）

野球関係者
- 赤嶺昌志（プロ野球球団経営者。名古屋軍理事）
- 坂本保（元・Honda熊本硬式野球部）：
- 大悟法久志（元・柳ヶ浦高校、明豊高校監督）：中津市
- 徳丸哲史（元・三菱ふそう川崎硬式野球部、元・熊本ゴールデンラークス監督）：
- 中野滋樹（JR九州硬式野球部）：臼杵市
- 藤澤英雄（元・いすゞ自動車、シダックス、住友金属鹿島）：

#### サッカー
太字は現役選手。
- 阿部海大（ブラウブリッツ秋田）：杵築市
- 安東輝（松本山雅FC）：臼杵市
- 安藤翼（SC相模原）：津久見市
- 安藤瑞季（水戸ホーリーホック）：津久見市
- 生口明宏（元・ヴェルスパ大分）
- 井上裕大（元：FC町田ゼルビア、大分トリニータ等）：大分市
- 岩﨑知瑳（ジェイリースFC）：佐伯市
- 岩田智輝（セルティックFC、日本代表経験者）：宇佐市
- 岩武克弥（横浜FC）：大分市
- 内村圭宏（元・北海道コンサドーレ札幌、愛媛FC等）
- 梶原公（元・大分トリニータ等）：日田市
- 鴨川奨（元・名古屋グランパスエイト等）：別府市
- 河田晃兵（ヴァンフォーレ甲府）：大分市
- 河辺駿太郎（鹿児島ユナイテッドFC）
- 岸田和人（FCバレイン下関）:日出町
- 岸田翔平（ラインメール青森）：日出町
- 北野晴矢（元MKSポゴニ・シュチェチン等）：日出町
- 木本敬介（元・カターレ富山）：日田市
- 清武功暉（FC琉球）：大分市
- 清武弘嗣（セレッソ大阪、日本代表経験者）：大分市
- 倉本崇史（元・大分トリニータ・水戸ホーリーホック等）
- 小手川宏基（ジェイリースFC）：大分市
- 佐藤昂洋（ジェイリースFC）：大分市
- 佐藤丈晟（大分トリニータ）
- 清水羅偉（テゲバジャーロ宮崎）：大分市
- 首藤慎一（元・鹿島アントラーズ等）
- 高畑奎汰（大分トリニータ）：大分市
- 武内大（元V・ファーレン長崎）
- 堤健吾（元・カターレ富山等）：大分市
- 堤聖司（福島ユナイテッドFC）：大分市
- 戸高弘貴（沖縄SV）：佐伯市
- 永井秀樹（元・東京ヴェルディ、FC琉球等）：大分市
- 中野匠（ヴェルスパ大分）：中津市
- 中村健人（鈴鹿ポイントゲッターズ）：佐伯市
- 中村駿（ウイットルシー・レンジスFC（英語版））
- 中村拓海（横浜FC）：大分市
- 西川周作（浦和レッズ、日本代表経験者）：宇佐市
- 二田理央（FSKNザンクト・ペルテン）
- 野上拓哉（元・大分トリニータ等）：大分市
- 野口航（FC今治）：大分市
- 姫野昂志（ヴェルスパ大分）：大分市
- 姫野宥弥（ヴァンラーレ八戸）：大分市
- 福元洋平（元大分トリニータ、徳島ヴォルティス等）：大分市
- 藤田優人（元柏レイソル、サガン鳥栖等）：大分市
- 松原健（横浜F・マリノス、日本代表経験者）：宇佐市
- 松本昌也（ジュビロ磐田）：中津市
- 三浦淳寛（元・横浜フリューゲルス、東京ヴェルディ1969等、日本代表経験者）：大分市
- 屋敷優成（大分トリニータ）：中津市
- 弓場将輝（大分トリニータ）：大分市
- 吉平翼（カターレ富山）：大分市
- 吉良知夏（メルボルン･シティWFC（英語版））：臼杵市

#### フットサル
- 青柳佳祐（元バサジィ大分）
- 神志那仁聖（元名古屋オーシャンズ等）：大分市
- 白方秀和（バサジィ大分）：大分市
- 清家大葵（元フウガドールすみだ等）：大分市
- 武石高弘（元バサジィ大分）：玖珠町
- 仁部屋和弘（バサジィ大分）：大分市

#### ラグビー
- 伊藤平一郎
- 今泉清：大分市
- 落合佑輔
- 小野喜一
- 小野寛智：佐伯市
- 小野田寛文
- 木津悠輔
- 吉良友嘉
- 河野孝太郎
- 後藤翔大
- 櫻井朋広
- 塩崎公寿(ラグビーレフリー)
- 首藤甲子郎
- 城彰：日出町
- 郷雄貴
- 高井迪郎
- 林仰
- 原田航路
- 福田哲也
- 藤井航介
- 本村光章
- 本山尊
- 水間夢翔：大分市
- 薬師寺晃

#### バレーボール
- 加藤陽一
- 森山淳子
- 高松卓矢：別府市

#### バスケットボール
- 安藤正彦：杵築市
- 久保田遼
- 末松勇人：大分市
- 井上春佳
- 瀬山楓
- 川原ゆい
- 江良萌香
- 赤木里帆
- 笠置晴菜
- 熊谷航
- 阿部駿太
- 髙山 竜之介

#### ハンドボール
- 末松誠
- 宮﨑大輔：大分市
- 渡部仁:大分市
- 久保侑生:大分市
- 石川紗衣

#### バドミントン
- 末綱聡子：大分市

#### ゴルフ
- 篠原まりあ：玖珠郡
- 新海美優：大分市

### 武道･格闘技

#### 相撲
- 板井圭介（元・小結）：臼杵市
- 垣添徹（元・小結、現・年寄17代雷）：宇佐市
- 琴別府要平（元・前頭）：別府市
- 谷嵐久（元・前頭）：中津市
- 玉乃海太三郎（元・関脇）：大分市
- 千代大海龍二（元・大関、現・年寄14代九重）：大分市
- 豊國範（元・小結）：中津市
- 豊國福馬（元・大関）：大分市
- 双葉山定次（第35代横綱、相撲協会理事長）
- 嘉風雅継（元・関脇、現・年寄13代中村）：佐伯市

#### 柔道
- 穴井隆将（世界柔道選手権大会 100kg級金メダル）：大分市
- 梅木真美（リオデジャネイロオリンピック 78kg級出場）：九重町

#### 剣道
- 河野百錬
- 中尾直勝（剣道家、政治家）：大分市
- 堀正平

#### ボクシング
- 江口啓二：宇佐市
- 小畑武尊:別府市
- 菊池真琴:竹田市
- 源大輝:別府市
- 薬師寺保栄：津久見市

#### 格闘家
- 大野崇（ISKAオリエンタル世界ミドル級世界チャンピオン）：津久見市

#### プロレス
- 北沢幹之：国東市
- ジ・アッチィー（大分AMWプロレス）：別府市
- スカルリーパーA-ji（プロレスリングFTO・大分市議会議員）：大分市
- 藤波辰爾（ドラディション）：国東市
- 神田愛実
- 一 (プロレスラー) ：大分市
- 佐藤嗣崇 ：別府市

### 陸上競技
- 安部友恵（世界陸上選手権女子マラソン銅メダリスト、ウルトラマラソン女子世界最高記録保持者）：杵築市・旧山香町
- 池中康雄（マラソン選手、元マラソン世界記録保持者）
- 笹原廣喜（車いす陸上競技選手。2008年北京パラリンピック（マラソン）銀メダル（T54））
- 佐藤智之（マラソン選手、2007年世界陸上大阪大会男子マラソン代表）：別府市
- 宗茂（旭化成陸上部元監督。1976年モントリオールオリンピック・ロサンゼルスオリンピック出場者、九州保健福祉大学客員教授）：臼杵市
- 宗猛（マラソン選手、旭化成陸上部監督。宗茂の双子の弟。ロサンゼルスオリンピック出場者）：臼杵市
- 成迫健児（400mハードル他、2008年北京オリンピック400mハードル代表）：佐伯市

### 水泳
- 林享（平泳ぎ選手、1992年バルセロナオリンピック、1996年アトランタオリンピック、2000年シドニーオリンピック出場者）：大分市
- 森隆弘（個人メドレー選手、アテネオリンピック出場）
- 渡辺一平（平泳ぎ選手、リオデジャネイロオリンピック出場、男子200ｍ平泳ぎ前世界記録保持者）：津久見市

### アーチェリー
- 松下紗耶未（アテネオリンピック出場）：日田市

### 自転車
- 橋佐古直清

### 競輪
- 大竹慎吾：史上最年長、52歳11ヶ月23日でのS級特別昇級達成者。
- 大塚健一郎：杵築市：2011年S級S班
- 小野俊之：別府市：2004年KEIRINグランプリ優勝者、2004年賞金王。
- 日野未来*：大分市：元タレントの中原未來
- 林真奈美*：日田市：ボート全日本選手権通算6回優勝
- 松田隆文：1972年ミュンヘンオリンピック出場選手

## 芸能人

### 声楽家
- 立川清登：大分市

### ジャズミュージシャン
- 秋吉敏子
- 辛島文雄

### シンガーソングライター
- 阿部真央：大分市
- 伊勢正三：津久見市
- 伊太地山伝兵衛：別府市
- 今成佳奈：豊後高田市
- 大塚純子
- 大塚博堂：別府市
- 小森田実：日田市
- SALLiA：別府市
- 滝ともはる：大分市
- ななみ：大分市
- 花岡優平：別府市
- 古澤剛：竹田市
- 南こうせつ：大分市（旧大分郡竹中村）
- モリナオヤ：臼杵市
- 山崎ハコ：日田市
- yumica：日出町
- 蘭華：中津市

### ミュージシャン
- 稲葉政裕（Far East Club Band）：玖珠町
- 上西泰史：中津市
- 衛藤浩一（THE GOOD-BYE）：大分市
- 大嶋弘樹（FULL MONTY）
- KEIKO
- Kousa (CLUB SANDINISTA!)：宇佐市
- 古城康行：大分市
- 是永巧一：豊後高田市
- 是永 亮祐 (ex 雨のパレード): 宇佐市
- 鈴木禎久
- 田中詠司：中津市
- 玉田豊夢：臼杵市
- てっきん（ハスキング・ビー）
- 戸高賢史（ART-SCHOOL）
- 長谷川プリティ敬祐（go!go!vanillas）:大分市
- 人見 仁子(歌う応援隊ヒトミリリィ)：大分市
- ボブジ：中津市
- 牧達弥（go!go!vanillas） : 大分市
- 三好功郎：別府市
- 森純太：別府市
- 矢野博康：大分市
- 山下久美子：別府市

### 歌謡歌手
- 麻丘めぐみ：日出町
- あべ由紀子：杵築市
- 大野タカシ：中津市
- 椛田早紀：別府市
- 川野夏美：津久見市
- 津々井まり
- 錦野旦：大分市
- 松原のぶえ：中津市
- 松室麻衣：中津市

・五十川ゆき:佐伯市

### 俳優
- 穴井夕子
- 阿南健治
- 石丸謙二郎
- 丞威
- 遠藤三貴
- 青柳文子
- 沖雅也
- 表淳夫
- 風戸佑介
- 苅谷俊介
- 珪吾
- 河野良祐
- 工藤萌香
- 古手川伸子
- 古手川祐子
- 是永瞳
- 財前直見
- 塩屋俊
- 竹内力
- 竹本和正
- 田崎トシミ
- 橘大五郎
- 徳丸純子
- 夏生大湖
- 野崎海太郎
- 野仲イサオ
- 原田清人
- 飯田孝男
- 深津絵里
- 藤田紀子
- 本田理沙
- 真屋順子
- 森七菜
- 山本ゆか里
- や乃えいじ
- 結木滉星
- ユースケ・サンタマリア
- 楽駆
- 蓮城まこと
- 渡辺典子

### 声優
- 足立友
- 一龍斎貞弥
- 伊東隼人
- 岩男潤子：別府市
- 植木誠
- 植村喜八郎
- かわのをとや：竹田市
- 児玉卓也
- 後藤敦
- 後藤啓介
- 首藤志奈
- 城達也
- 白石文子
- 種﨑敦美
- 中博史
- 野上翔
- 波多野和俊
- 藤原満
- 松尾銀三：中津市
- 三浦雅子
- 南早紀：中津市
- 矢野正明：別府市
- 胡麻鶴彩：大分市

### アイドル
- 東江ひかり（元・ヤンチャン学園、元・SAY-LA）
- AKB48グループ
  - AKB48元メンバー
    - 中西里菜：大分市

  - SKE48元メンバー
    - 小野晴香：大分市
    - 矢方美紀：大分市

  - HKT48元メンバー
    - 江藤彩也香：大分市
    - 指原莉乃（元・AKB48、HKT48劇場支配人、STU48劇場支配人）：大分市
- 後藤郁（元・アイドリング）：別府市
- 髙木由莉愛 - （マルチタレント、ファッションモデル、バラエティーアイドル）: 大分市
- 髙橋蘭（ザ・マーガリンズ、元・ヤンチャン学園 音楽部、元・CHIMO）
- 田中美空（元・Ciào Smiles、元・さくら学院）
- 乃木坂46
  - 吉田綾乃クリスティー：大分市
- 乃木坂46元メンバー
  - 衛藤美彩（元・CHIMO）：大分市[4]
- 姫乃樹リカ：豊後大野市（旧犬飼町）
- 松室麻衣（元・Dream）：中津市
- みづきまい
- 宮崎理奈（元・SUPER☆GiRLS）
- 脇あかり（元・東京パフォーマンスドール）：別府市

```
宮崎理奈
（元・
SUPER☆GiRLS
）
```

- 白銀ノエル（hololive）：大分市

### モデル
- 青柳文子（ファッションモデル）
- 工藤えみ（ファッションモデル）元CHIMO
- 後藤真桜（グラビアモデル）
- 板井麻衣子（ミス・ユニバース・ジャパン）
- 初音（ファッションモデル）

### 落語家
- 桂文治：宇佐市（旧院内町）
- 三遊亭鳳志：玖珠町
- 春風亭三朝：豊後大野市（旧三重町）
- 柳亭市馬（落語協会会長）：豊後大野市（旧緒方町）
- 三遊亭歌奴：大分市
- 三遊亭好二郎：九重町
- 月亭太遊：竹田市

### 喜劇人・漫才師
- 浅香あき恵（喜劇人、吉本新喜劇）：大分市
- 石井均（喜劇人）：豊後高田市
- エイトブリッジ・別府ともひこ（漫才師）：別府市
- 川上泰生（喜劇人、元ヒップアップ）：大分市
- 元胡喋蘭・あべこ（漫才師）：大分市（玖珠町在住）
- 小仲くん（喜劇人）
- 是永克也（喜劇人、元ホンジャマカ）大分市
- 仔羊エルマー（漫才師）：大分市
- 小米良啓太（漫才師、元吉本新喜劇）：大分市
- 正司敏江・玲児・正司玲児（漫才師）
- せつこ（喜劇人）：竹田市
- ダイノジ・大地洋輔（漫才師）：佐伯市
- ダイノジ・大谷ノブ彦（漫才師）：佐伯市
- Wエンジン・えとう窓口（漫才師）：大分市（旧佐賀関町）
- チャンバラトリオ・前田竹千代（喜劇人）：豊後高田市
- トリテン：佐伯市
- ぱーてぃーちゃん・信子（喜劇人）：大分市
- パンクブーブー・佐藤哲夫（漫才師）：別府市
- 元ゆーとぴあ・ピース（喜劇人）
- ジョックロック・ゆうじろー（漫才師）: 宇佐市
- 滝音・さすけ（漫才師）

### レポーター
- 石井裕二
- 野中りえ

### タレント
- 黒豆田聖子・ものまねタレント

### ローカルタレント
- 梶川善寛：佐伯市
- カボスひろし：大分市
- きどゆういち：日田市
- 首藤健二郎：竹田市
- つだつよし：大分市
- 中華首藤：豊後大野市
- 中島綾菜：大分市
- Niimo（ローカルアイドルグループ）
- CHIMO（ローカルアイドルグループ）
- SPATIO（ローカルアイドルグループ）

## その他

### ヤクザ
- 司忍（六代目山口組々長）
- 井上邦雄（神戸山口組々長・四代目山健組々長）
- 夜桜銀次（三代目山口組系石井組舎弟）

### その他
- 西出博子（マナー講師、ヒロコマナーグループ代表）
- 尾畠春夫  （ボランティア活動家）
- ドズル (YouTuber)

## 大分県にゆかりのある人物

### 親・祖父母が大分出身
- 阿南惟幾：陸軍大将、陸軍大臣。父が竹田市出身[5]
- 利光松男：日本航空相談役。父の利光鶴松が大分市出身
- 御手洗肇：キヤノンの元社長。父の御手洗毅が蒲江町出身
- 板井茂：薬学者。親が大分県出身[要出典]
- 横光利一（福島県）：父の梅次郎が旧宇佐郡出身[6]
- 瀧廉太郎：作曲家。両親が大分県出身、自身は竹田市で育つ[7]
- 板井れんたろう：父が大分県出身[要出典]
- けらえいこ：母が大分県出身、自身の代表作『あたしンち』の母と父は大分県出身という設定[8][9]
- 富永一朗：父が佐伯市出身。自身は京都府京都市出身であるが幼稚園時代から佐伯市で育ち、小学校教員として勤務した[10]
- 合原明子（東京都）：NHKアナウンサー、両親が大分県出身[11]
- 釘宮智子（奈良県桜井市）：アマチュアボクシング選手。父が大分県出身[要出典]
- 高山薫：プロサッカー選手。父が中津市出身[12]。
- 花田虎上：母の藤田憲子が大分県出身
- 貴乃花光司 ：母の藤田憲子が大分県出身
- 御手洗貴暁（長崎県）：バスケットボール選手。父が佐伯市（旧蒲江町）出身[要出典]
- 今井絵理子：父が大分県出身[13]
- 倖田來未、misono：祖父が大分市出身。
- 相良茉優：父が中津市出身。
- 竹本孝之：父が臼杵市出身[14]
- 秦瑞穂：父が大分市出身。
- 姫野達也：チューリップメンバー。父が大分県出身
- yasu：Janne Da Arc及びAcid Black Cherryで活動。祖父母が大分県出身[要出典]
- 阿南敦子：父が大分県出身[要出典]
- 鶴田真由：父が別府市出身で祖先の旧姓は小谷氏（大谷氏）で佐伯藩士[15]。
- 安めぐみ：母が大分県出身[16]
- 釘宮理恵（大阪府生まれ熊本県出身）：父が大分県出身[要出典]
- 神田うの：両親が大分県出身[17]
- 石田靖：両親が中津市の出身であり、その縁から中津市の特命観光大使に任命される[18]
- 木下隆行：TKOの片方。母が中津市出身[19]
- 田村淳 ：母が別府市出身[20]
- 中田敦彦：母が大分県出身[要出典]
- 宮迫博之：父が大分市出身[21]
- マロン（長崎県生まれ佐賀県出身）：フードスタイリスト。父が大分県出身[要出典]
- 若田光一：国際宇宙ステーション初となる日本人コマンダー。母が大分県出身[22]
- モンタナ・ジョー：日系アメリカ人のギャングスター。本名はケン・エトウ（日本名：衛藤 健）。父の衛藤衛が大分県出身[23]

### 大分にルーツを持つ
- 渡辺美優紀：NMB48、曾祖母が大分県出身[要出典]
- 賀来千香子、賀来賢人：父方が宇佐市安心院町、賀来氏（（大神氏一門戸次氏の庶家））の子孫[24][25][26]
- つるの剛士：母方が賀来氏の子孫[27][28]
- 戸次重幸：TEAM NACS。本名は佐藤重幸。母方の祖父が大分県出身[29]。
- 臼杵寛：元「dボタン」のツッコミ。父方のルーツが大分県（臼杵氏は上記の大神氏支族）[要出典]
- 姫野優也：（大阪府）プロ野球選手。ルーツが大分県
- 姫野和樹：（愛知県）ラグビー選手。ルーツが大分県

### 大分県在住、居住歴あり
- 柳原白蓮：伯爵柳原前光の娘、炭坑王伊藤伝右衛門の妻、別府の伊藤家別邸・赤銅御殿（あかがねごてん）に暮らす[30]
- 畑正憲（福岡県福岡市）：第25回菊池寛賞受賞。中学･高校時代を父の郷里日田市で過ごす[31]
- 櫻井よしこ （新潟県長岡市）：ニュースキャスター 、出生地のベトナム から引*き揚げた後、中津市で過ごす[32]
- 初代上田馬之助：晩年は妻の地元である臼杵市で過ごした（2代目上田馬之助は大分のプロレスリングFTOに所属）[33]
- 黒氏康博（長崎県長崎市）：NHKアナウンサー。初任地がNHK大分放送局
- 吾妻謙（埼玉県所沢市）：NHKアナウンサー。初任地が大分局
- 児嶋一哉（東京都八王子市）：お笑いコンビアンジャッシュのメンバー。幼少期を大分県で過ごす
- 酒井博司（愛知県稲沢市）：NHKアナウンサー。初任地が大分局
- 小山径（新潟県新潟市）：NHKアナウンサー。初任地が大分局
- 松田利仁亜（山形県村山市）：NHKアナウンサー。初任地が大分局
- 黒木啓司：EXILEメンバー。小学校時代を大分市にて過ごす[34]
- 守本奈実（千葉県流山市）：NHKアナウンサー。初任地が大分局
- 戸部眞輔（東京都墨田区）：NHKアナウンサー。初任地が大分局
- 副島萌生（青森県弘前市）：NHKアナウンサー。初任地が大分局
- 斎藤工（東京都）：俳優。実家は臼杵市でレストランを経営[35]
- 野島昭生：声優業を休業して大分県の山奥で、長男の野島裕史（声優）、次男の野島健児（声優）、三男の野島智司（作家）と自給自足生活をしていた時期がある[36]
- 中嶋優月（福岡県）：櫻坂46、小学生を佐伯市にて過ごす[37]

### 大分で高等教育を受けた
- 藤田怡与蔵（海軍少佐、「零戦搭乗員会」元代表世話人）：旧制杵築中学卒
- リリー・フランキー（福岡県）：大分県立芸術短期大学付属緑丘高等学校卒業。高校時代を別府市で過ごす[38]
- 源五郎丸洋（佐賀県杵島郡江北町）：元阪神タイガース所属のプロ野球選手。大分県立日田林工高等学校に在籍しプロ入り[39]
- 梶原徹也：高校時代大分県で過ごし、上野丘高校に在学
- 宮崎美子：学生時代、大分市にて過ごす[40]
- 城島健司（長崎県佐世保市）：元プロ野球選手、別府大学附属高等学校卒業
- サンシャイン池崎：大分大学工学部卒業[41]
- 一丸尚伍：競輪選手。福岡県北九州市出身。大分県立日出暘谷高等学校卒業。選手登録地が当県[42] 。
- リリー (お笑い芸人)：見取り図 (お笑いコンビ)。岡山県出身。大学時代は別府市に住んでいた。
- 濱田太貴：プロ野球選手（外野手）。東京ヤクルトスワローズ所属。福岡県北九州市出身。高校時代は明豊高等学校に在籍。

### 大分で主要な公職にあった
- 安東隆（広島市）：元大分県副知事
- 国木田独歩（千葉県）：佐伯市の鶴谷学館に教師として赴任[43]

### その他
- 三笘薫：プロサッカー選手。出生地が大分県[44] 。
- 南早紀：ラグビーユニオン選手。本籍地が中津市[45]
- 桜井ユキ：俳優。出生地が大分県
- 児玉泰一郎：テレビ宮崎アナウンサー。以前大分朝日放送アナウンサーで大分市に在住していた。また、妻で宮崎県のリポーター、ラジオパーソナリティーの児玉真美が大分出身。

## 架空・創作
- 根岸崇一（『デトロイト・メタル・シティ』の主人公）犬飼町出身
- 源田浩史（『西部警察』）
- 大分温子（『もえちり!』シリーズの擬人化キャラ）
- 別府勇午（『勇午』の主人公）：臼杵市出身
- 首藤葵（『アイドルマスター シンデレラガールズ』）
- 衛藤美紗希（『アイドルマスター シンデレラガールズ』）
- 服部瞳子（『アイドルマスター シンデレラガールズ』）
- 海崎新太（『ReLIFE』の主人公）佐伯市出身
- 母（『あたしンち』の登場人物）
- 父（『あたしンち』の登場人物）
- 三矢ユキ（『オッドタクシー』）